# Czy idzie?
Czy idzie? – opowiadanie Iwana Wazowa, opublikowane pierwotnie w 1886 r. w tomie Podporuczik Wyłko. Razkazi iz srybsko-byłgarskata wojna pod tytułem Stojanczo iz Wetren i zamieszczone następnie, już pod nowym tytułem, w tomie opowiadań Powesti i razkazi (1891). Opowiadanie powstało w tzw. płodwiwskim okresie twórczości pisarza i zostało wydane tuż przed opuszczeniem przez niego Bułgarii.

## Treść
Tłem opowiadania jest wojna serbsko-bułgarska 1885 r. Grupę żołnierzy wyruszających na wojnę z miejscowości Wetren obserwują mieszkańcy, w tym m.in. rodziny żołnierzy. Wśród żegnających jest też matka i siostra Stojana. Jakiś czas później matka Stojana dostaje od niego list, w którym zapewnia on, iż wszystko u niego jest w porządku. Jesienią, po zakończeniu wojny, wracają do wsi żołnierze. Brakuje wśród nich Stojana. Matka wysyła jednak córkę i młodszego syna, aby czekali na wracającego Stojana. 

## Przekłady na język polski
Opowiadanie było tłumaczone na język polski dwukrotnie i ukazało się w kilku różnych tomach. Pierwszą jego tłumaczką na język polski była Józefa Anc, a opowiadanie ukazało się w tomie Wybór opowiadań, wydanym w Warszawie w 1904 r. Przekład ten został przedrukowany z drobnymi poprawkami w tomie Wybór opowiadań, wydanym nakładem wydawnictwa Czytelnik w 1951 r. Opowiadanie to w przekładzie Teresy Wątor-Naumow (pod zmienionym tytułem Czy wraca już...) znalazło się także w antologii opowiadań bułgarskich pt. Biała jaskółka w wyborze Krystyny Migalskiej i Wojciecha Gałązki, Katowice 1982.